# Hugh Herr
Hugh Herr (Lancaster, Pensilvânia, 25 de outubro de 1964) é um Engenheiro, Biofísico e Montanhista norte-americano.

## Biografia
Nascido em Lancaster, Pennsylvania, em 25 de outubro de 1964, Hugh Herr é um montanhista e pesquisador de destaque nos campos da Biofísica, Engenharia Mecânica e Física.
Casado com Patricia Ellis Herr, ele tem duas filhas, Sage e Alexandra, esta última também montanhista.
Egresso da graduação em Física na Millersville University, Hugh Herr possui Mestrado em Engenharia Mecânica pelo Massachusetts Institute of Technology (MIT) e Doutorado em Biofísica pela Harvard University.
Motivado por sua vivência pessoal (acidente em escalada que culminou na amputação parcial de suas pernas, quando tinha por volta dos 17 anos de idade), Hugh Herr, em sua vida profissional, voltou sua atuação para o desenvolvimento de próteses e órteses para portadores de necessidades especiais, com vistas à garantia de sua independência, de uma existência digna, da auto-aceitação e da integração social, pois, em sua visão, não há pessoas quebradas ou defeituosas; há apenas tecnologia insuficiente ou inadequada a auxiliar pessoas a superarem dificuldades e limitações físicas ou psicológicas.
Eloquente exposição de suas ideias acerca da importância da tecnologia e da inovação na superação de dificuldades pode ser vista em suas palestras, como a seguinte produzida para a Fundação TED: "Can bionics make humans stronger, faster and more agile?" .
Herr possui mais de sessenta artigos na área de reabilitação e premiadas e importantes patentes para dispositivos biomédicos, como a da primeira prótese mundial energizada tornozelo-pé e a do joelho artificial controlado por computador.
Ele também atua em pesquisas voltadas à ampliação da capacidade física de seres humanos sem limitações fisiológicas.
Em conjunto com seis especialistas em Biomecânica e Fisiologia de diferentes universidades, Herr conduziu os estudos que levaram ao desenvolvimento de prótese especial para o corredor Oscar Pistorius. Esta prótese especial mostrou-se tão eficiente que a Federação Internacional de Associações de Atletas (International Association of Athletics Federation - IAAF) acabou vedando a participação deste atleta das competições cujos participantes não utilizassem dispositivos de auxílio.
Posteriormente, a decisão de banimento foi reformada na Corte de Arbitragem Esportiva (Court of Arbitration for Sport - CSA), pois Herr e o pequisador Rodger Kram expuseram resultados que afastavam a tese de "vantagem competitiva" originada no uso da prótese produzida para Oscar Pistorius.
Hoje, Hugh Herr atua, essencialmente, como professor associado no MIT e na Universidade de Harvard. Ele também é o responsável pelo Grupo de Pesquisa em Mecatrônica do Media Lab do MIT. Seus estudos são focados no desenvolvimento de vestimentas robóticas úteis ao aumento da capacidade física humana, como exoesqueletos . Uma patente sua para dispositivo deste tipo já se encontra, inclusive, devidamente registrada.
Com o auxílio de dispositivos desenvolvidos por ele mesmo ou de cuja criação participou, Herr voltou às atividades de montanhismo.

## Principais Premiações Acadêmicas e de Pesquisa:[10][11]
- Sports Hall of Fame (1989)
- United States College Academics Team (1990)
- Young American Award (1990)
- Science Magazine Next Wave: Best of 2003 (2003)
- Time Magazine Top Ten Inventions (2004)
- Popular Mechanics Breakthrough Leadership Award (2005)
- Time Magazine Top Ten Inventions (2007)
- 13th Heinz Award in Technology, the Economy and Employment (2007)
- Action Maverick Award (2008)
- Spirit of Da Vinci Award (2008)